# Пјано Сотано (Савона)
Пјано Сотано је насеље у Италији у округу Савона, региону Лигурија.
Према процени из 2011. у насељу је живело 142 становника. Насеље се налази на надморској висини од 505 м.